# Звєрєв Артем В'ячеславович
Артем В'ячеславович Звєрєв (рос. Артём Вячеславович Зверев; 5 жовтня 1999, Верхотур'є, Росія — 15 листопада 2023, Іванівка, Куп'янський район, Україна) — російський військовик, єфрейтор ЗС РФ. Герой Російської Федерації.

## Біографія
В 2018 році закінчив Верхотурську середню загальноосвітню школу №3, в 2021 році — Єкатеринбурзький монтажний коледж за спеціальністю «будівництво і експлуатація будівель та споруд», здобув кваліфікацію будівельника-техніка. Після цього в 2021/22 роках пройшов сторокову службу в ЗС РФ.
В жовтні 2022 року підписав контракт із ЗС РФ і був призначений розвідником взводу роти глибинної розвідки 7-го окремого розвідувального батальйону 47-ї танкової дивізії. Учасник вторгнення в Україну. Загинув у бою. 6 грудня 2023 року був похований в рідному місті.

## Нагороди
- Медаль Суворова (15 листопада 2023)
- Звання «Герой Російської Федерації» (11 вересня 2024, посмертно)